# Duel in the Jungle
Duel in the Jungle é um filme britânico, do gênero aventura, dirigido por George Marshall e estrelado por Dana Andrews, Jeanne Crain e David Farrar. Foi produzido pela Associated British Picture Corporation (ABPC), em conjunto com Marcel Hellman. Foi lançado em 21 de agosto de 1954.

## Elenco
- Dana Andrews ...Scott Walters
- Jeanne Crain ...Marian Taylor
- David Farrar ...Perry Henderson / Arthur Henderson
- Patrick Barr ...Superintendente Roberts
- George Coulouris ...Capitão Malburn
- Charles Goldner ...Martell
- Wilfrid Hyde-White ...Pitt
- Mary Merrall ...Sra Henderson
- Michael Mataka ...Vincent
- Paul Carpenter ...Clerk
- Irene Handl ...Mary Taylor

## Produção
As gravações ocorreram entre 24 de agosto e início de dezembro de 1953. Partes do filme foram filmadas na África do Sul em Porto Elizabeth e Joanesburgo, em Bechuanaland (atual Botswana) e em Victoria Falls (na fronteira Zâmbia/Zimbabwe).